# Straat Surigao
De straat Surigao is een zeestraat in de Filipijnen. Deze straat scheidt het eiland Mindanao van het eiland Leyte. De straat is op het smalste stuk zo'n 15 kilometer breed en vormt de verbinding tussen de Boholzee in het zuidwesten en de Golf van Leyte en de Filipijnenzee in het noordoosten.
Op 25 oktober 1944 vond in het deze straat de Slag in de straat van Surigao plaats. Deze slag maakte deel uit van de Slag in de Golf van Leyte, een slag die vaak wordt beschouwd als de grootste zeeslag in de geschiedenis.